# 多索茶碱
多索茶碱（或 doxophylline）是一种有机化合物，化学式C11H14N4O4，具有磷酸二酯酶抑制剂作用，可用作支气管扩张药。